# Abbaye de Münchsmünster

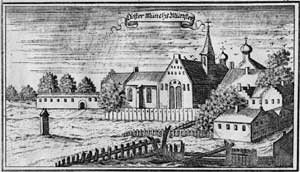
Gravure de l'abbaye dans le des Klosters aus dem Churbaierischen Atlas d'Anton Wilhelm Ertl (1687).

L'abbaye de Münchsmünster est une abbaye bénédictine aujourd'hui disparue située à Münchsmünster en Bavière, dans le diocèse de Ratisbonne.

## Histoire
Le duc Tassilon III de Bavière fonde dans la seconde moitié du VIIIe siècle l'abbaye, sous le vocable de saint Pierre et de saint Sixte. Les bénédictins s'y installent jusqu'en 925 pour laisser la place aux chanoines réguliers jusqu'en 1131, date à laquelle les bénédictins reviennent  grâce à saint Othon de Bamberg qui fait reconstruire les lieux; les bénédictins sont protégés par Conrad de Ratisbonne. Richard de Prüfening en est le premier abbé à sa refondation ; il inscrit l'abbaye dans le mouvement de l'abbaye de Hirsau qui suit la Réforme de Cluny. Le nom de Münchsmünster apparaît dans les sources en 1141. En 1556, l'abbaye est abandonnée à cause de la Réforme protestante et ses biens gérés par un administrateur. Lorsque la situation s'apaise, elle est dévolue en 1598 aux Jésuites d'Ingolstadt. Après l'interdiction de la Compagnie de Jésus en Bavière, l'ancienne abbaye et ses biens sont dévolus en 1782 à l'ordre de Malte.
L'abbaye et son abbatiale sont vendues aux enchères en 1815. Ses bâtiments sont démolis dans les années qui suivent pour servir de carrière de pierres. Seuls subsistent le portail de l'église qui ouvre aujourd'hui le cimetière, des fragments visibles au musée national bavarois de Munich et une partie d'une maison, du nom de Forsthaus.

## Liste des abbés
Source:
1. Sigideo
2. Anno, 772, 806
3. Richard, 1131, 1141
4. Heinrich I., vers 1162
5. Conrad I., vers 1162
6. Hartwich, 1184
7. Heinrich II., 1264, 1268
8. Friedrich, 1285
9. Wernher, 1303
10. Berthold, 1311, 1330
11. Conrad II., 1340
12. Uto
13. Karl, 1342, 1343
14. Conrad III., 1347, 1354
15. Dietrich, 1358, 1380
16. Heinrich Mimhauser, 1384, 1402
17. Wilhelm Mendörfer, 1404, 1448
18. Erhard Prakkendorfer, 1454, 1458
19. Johannes, 1484, 1503
20. Wolfgang, 1518
21. Placidus, 1524, 1548
22. Bernhard, 1548, 1554

Administrateur:
1. Sixtus Lanntz, prêtre, 1567

Laïc:
1. Christian Puechperger, 1567
2. Igram von Schönprunn, 1575, 1592
3. Hans Georg Reckhenschink, 1596, 1597